# Association des professeurs de mathématiques de l'enseignement public
L'Association des professeurs de mathématiques de l'enseignement public (APMEP) est une association française de spécialistes créée en 1910. Elle rassemble des enseignants de mathématiques « de la maternelle à l'université » (ce qui inclut entre autres, les professeurs des écoles (PE), les professeurs certifiés et professeurs agrégés de mathématiques, les professeurs d'enseignement général de collège (PEGC) chargés de cours de mathématiques et les professeurs de mathématiques et physique-chimie de l'enseignement professionnel). Le but principal de l'association est « l'étude des questions intéressant l'enseignement des mathématiques et la défense des intérêts professionnels de ses adhérents ».

## Organisation
L'APMEP est organisée en une section nationale et des sections régionales correspondant aux académies. L'APMEP dispose de plusieurs commissions techniques et groupes de travail permettant de regrouper les adhérents souhaitant travailler sur des thèmes particuliers. Ces commissions et groupes sont déclinés dans les sections régionales.

## Journées nationales
Chaque année, la régionale d’une académie organise un congrès sur trois journées, où les participants sont invités, à travers des conférences et ateliers, à réfléchir à leur métier d’enseignant.

## Liste des présidents
- 1910-1911 : Émile Blutel[3]
- 1911-1912 : Auguste Grévy
- 1912-1914 : Constant Gros
- 1914-1920 : Étienne Pouthier
- 1920-1923 : Charles Bioche
- 1923-1924 : Hippolyte Commissaire
- 1924-1925 : Charles Bioche
- 1925-1927 : Émile Weill
- 1927-1930 : Paul Delcourt
- 1930-1931 : Jean Dumarqué
- 1931-1932 : Julien Desforge
- 1932-1934 : Paul Delcourt
- 1934-1937 : Julien Desforges
- 1937-1946 : Paul Delcourt
- 1946-1949 : M. Benoit[Qui ?]
- 1949-1950 : Albert Monjallon
- 1950-1952 : Henri Pochard
- 1952-1955 : Albert Monjallon
- 1955-1958 : Gilbert Walusinski[4]
- 1958-1960 : André Huisman
- 1960-1962 : André Revuz
- 1962-1964 : M. Gilbert
- 1964-1966 : Paul Vissio
- 1966-1968 : Maurice Glaymann
- 1968-1970 : Marie-Antoinette Touyarot
- 1970-1972 : François Colmez
- 1972-1974 : Henri Bareil[5]
- 1974-1976 : Michel de Cointet
- 1976-1977 : Paul-Louis Hennequin
- 1977-1978 : Daniel Reisz
- 1978-1980 : Christiane Zehren[6]
- 1980-1981 : Claude Lassave
- 1981-1982 : Jeanne Bolon
- 1982-1983 : Francis Dupuis
- 1983-1984 : Jean Fromentin
- 1984-1985 : Pascal Monsellier
- 1985-1987 : Michel Soufflet
- 1987-1989 : Robert Amalberti
- 1989-1990 : Élisabeth Busser
- 1990-1991 : Daniel Fredon
- 1991-1993 : Michèle Pécal
- 1993-1995 : Jean-François Noël
- 1995-1996 : Jean-Paul Bardoulat
- 1996-1998 : Jean-Pierre Richeton
- 1998-1999 : François Dusson
- 1999-2000 : Catherine Dufossé
- 2000-2001 : Rémi Belloeil
- 2001-2003 : Jean-Paul Bardoulat
- 2003-2006 : Michel Frechet
- 2006-2009 : Pascale Pombourcq
- 2009-2013 : Éric Barbazo
- 2013-2017 : Bernard Egger
- 2017-2019 : Alice Ernoult
- 2019-2022 : Sébastien Planchenault
- 2022- : Claire Piolti-Lamorthe